# 細江ひろみ
細江ひろみ（ほそえ ひろみ 1963年９月-）は、日本のライトノベル作家・ゲームライター。岐阜県出身。
夫はゲームクリエイター・作家の山北篤。弟はゲームミュージック作曲家・スーパースィープ代表の細江慎治。父は内閣総理大臣賞を受賞した写真家の細江幸治。

## 略歴
システムエンジニアを経て、1993年にゲーム関連のライターとして活動を始める。1994年、ファーイースト・アミューズメント・リサーチ (FEAR) 設立に参加し、同社所属のライターを経て、1999年に独立する。
主にゲームのシナリオ、テーブルゲームに関する解説書、コンピュータゲームのノベライズを手がける。また、インターネットに関する著書もある。第1作目の『無謀戦士ヴィエ』のみ、M-ヴィエというペンネームで発表している。
『無謀戦士ヴィエ』の原型はパソコン通信でネット上に書かれたもので、ネットから出版デビューを果たした初期の一人。また自らパソコン通信のホストを開局（すでに閉局）するなど、ネットとのかかわりが深い。
デビュー作である『無謀戦士ヴィエ』、RPG福袋 '94に収録されたシステム『学園薔薇ダイス』、古典ロシアＳＦアレクサンドル・ベリャーエフ作の『両棲人間』の翻訳を、自身のサイトで公開している。

## 主な著作

### テーブルトークRPGシステム
- 「学園薔薇ダイス」-「RPG福袋’94」に収録

### 小説
- マルアークの種

### ノベライズ
- グランディア
- グランディアIII
- ワイルドアームズシリーズ
- 暴れん坊プリンセス
- エターナルアルカディア
- 聖剣伝説 レジェンド・オブ・マナ
- LUNAR2 エターナルブルー
- プリンセスメーカー ゆめみる妖精
- 勇者30　超速短編集 :共著

### 解説書
- ブルーフォレスト物語が、よくわかる本
- トーグ ガイドブック
- RPGマスターらくらく読本
- トーキョーN◎VA セカンドエディション ハンドブック
- ギリシア神話解体新書
- 8歳からのインターネット 子どもに教えるネット護身術
- 1日3分読むだけで一生語れるモンスター図鑑

### シナリオ
- ナイトウィザード The VIDEO GAME 〜Denial of the World〜
- アニベンチャーダイアリー
- 暴れん坊プリンセス ドラマCD
- フォーチュン・クエストRPG
- ブルーフォレスト物語 デザイナーズエディション
- TRPG100のシナリオ

### その他
- まおゆう魔王勇者設定監修
- 桃太郎電鉄手伝い